# Nuillé-sur-Vicoin

Nuillé-sur-Vicoin este o comună în departamentul Mayenne, Franța. În 2009 avea o populație de 1,200 de locuitori.